# Illots de Ponent d’Eivissa
Das Europäische Vogelschutzgebiet und  Fauna-Flora-Habitat-Gebiet Illots de Ponent d’Eivissa liegt vor der West-Küste der Balearen-Insel Ibiza. Das etwa 39 km² große Schutzgebiet umfasst mehrere unbewohnte Felsinseln sowie die umgebende Meeresfläche.
Das Gebiet ist vollständig vom Vogelschutzgebiet Espacio marino del poniente y norte de Ibiza umgeben, im Südosten schließt zudem das FFH-Gebiet Costa de l'Oest d'Eivissa unmittelbar an.

## Schutzzweck
Folgende Lebensraumtypen nach Anhang I der FFH-Richtlinie sind für das Gebiet gemeldet:
| EU Code | * | Lebensraumtyp (offizielle Bezeichnung)                                                     | Fläche [ha] |
| ------- | - | ------------------------------------------------------------------------------------------ | ----------- |
| 1120    | * | Posidonia-Seegraswiesen (Posidonion oceanicae)                                             | 588,3       |
| 1240    |   | Mittelmeer-Felsküsten mit Vegetation mit endemischen Limonium-Arten                        | 25,4        |
| 1420    |   | Quellerwatten des Mittelmeer- und gemäßigten atlantischen Raums (Sarcocornetea fruticosae) | 25,4        |
| 6220    | * | Mediterrane Trockenrasen der Thero-Brachypodietea                                          | 25,4        |

### Arteninventar
Folgende Arten von gemeinschaftlichem Interesse sind für das Gebiet gemeldet:
| Bild | EU Code | * | Art                       | wissenschaftlicher Name | Artengruppe |
| ---- | ------- | - | ------------------------- | ----------------------- | ----------- |
|      | 1224    | * | Unechte Karettschildkröte | Caretta caretta         | Reptilien   |
|      | 1486    |   |                           | Diplotaxis ibicensis    | Pflanzen    |
|      | 1464    |   |                           | Silene hifacensis       | Pflanzen    |
|      | 1252    |   | Pityusen-Eidechse         | Podarcis pityusensis    | Reptilien   |
|      | 1349    |   | Großer Tümmler            | Tursiops truncatus      | Säugetiere  |

Folgende Vogelarten sind für das Gebiet gemeldet; Arten, die im Anhang I der Vogelschutzrichtlinie geführt sind, sind mit * gekennzeichnet:
| Bild                      | Anhang I | EU Code | Art                       | wissenschaftlicher Name               |
| ------------------------- | -------- | ------- | ------------------------- | ------------------------------------- |
| Rothuhn                   |          | A110    | Rothuhn                   | Alectoris rufa                        |
| Mauersegler               |          | A226    | Mauersegler               | Apus apus                             |
| Fahlsegler                |          | A227    | Fahlsegler                | Apus pallidus                         |
| Sepiasturmtaucher         | *        | A010    | Sepiasturmtaucher         | Calonectris diomedea                  |
| Bluthänfling              |          | A366    | Bluthänfling              | Carduelis cannabina                   |
| Seeregenpfeifer           | *        | A138    | Seeregenpfeifer           | Charadrius alexandrinus               |
| Flussregenpfeifer         |          | A136    | Flussregenpfeifer         | Charadrius dubius                     |
| Felsentaube               |          | A206    | Felsentaube               | Columba livia                         |
| Rotkehlchen               |          | A269    | Rotkehlchen               | Erithacus rubecula                    |
| Wanderfalke               | *        | A103    | Wanderfalke               | Falco peregrinus                      |
| Turmfalke                 |          | A096    | Turmfalke                 | Falco tinnunculus                     |
| Sturmschwalbe             | *        | A014    | Sturmschwalbe             | Hydrobates pelagicus                  |
| Korallenmöwe              | *        | A181    | Korallenmöwe              | Larus audouinii                       |
| Heringsmöwe               |          | A183    | Heringsmöwe               | Larus fuscus                          |
| Schwarzkopfmöwe           | *        | A176    | Schwarzkopfmöwe           | Larus melanocephalus                  |
| Mittelmeermöwe            |          | A604    | Mittelmeermöwe            | Larus michahellis                     |
| Lachmöwe                  |          | A179    | Lachmöwe                  | Larus ridibundus                      |
| Blaumerle                 |          | A281    | Blaumerle                 | Monticola solitarius                  |
| Grauschnäpper             |          | A319    | Grauschnäpper             | Muscicapa striata                     |
| Mittelmeer-Steinschmätzer |          | A278    | Mittelmeer-Steinschmätzer | Oenanthe hispanica                    |
| Steinschmätzer            |          | A277    | Steinschmätzer            | Oenanthe oenanthe                     |
| Zwergohreule              |          | A214    | Zwergohreule              | Otus scops                            |
| Haussperling              |          | A354    | Haussperling              | Passer domesticus                     |
| Krähenscharbe             | *        | A392    | Mittelmeer-Krähenscharbe  | Phalacrocorax aristotelis desmarestii |
| Hausrotschwanz            |          | A273    | Hausrotschwanz            | Phoenicurus ochruros                  |
| Gartenrotschwanz          |          | A274    | Gartenrotschwanz          | Phoenicurus phoenicurus               |
| Zilpzalp                  |          | A315    | Zilpzalp                  | Phylloscopus collybita                |
| Balearensturmtaucher      | *        | A384    | Balearensturmtaucher      | Puffinus puffinus mauretanicus        |
| Brandseeschwalbe          | *        | A191    | Brandseeschwalbe          | Sterna sandvicensis                   |
| Turteltaube               |          | A210    | Turteltaube               | Streptopelia turtur                   |
| Star                      |          | A351    | Star                      | Sturnus vulgaris                      |
| Mönchsgrasmücke           |          | A311    | Mönchsgrasmücke           | Sylvia atricapilla                    |
| Gartengrasmücke           |          | A310    | Gartengrasmücke           | Sylvia borin                          |
| Weißbart-Grasmücke        |          | A304    | Weißbart-Grasmücke        | Sylvia cantillans                     |
| Brillen-Grasmücke         |          | A303    | Brillengrasmücke          | Sylvia conspicillata                  |
| Samtkopf-Grasmücke        |          | A305    | Samtkopf-Grasmücke        | Sylvia melanocephala                  |
| Sarden-Grasmücke          | *        | A301    | Sardengrasmücke           | Sylvia sarda                          |
| Amsel                     |          | A283    | Amsel                     | Turdus merula                         |
| Singdrossel               |          | A285    | Singdrossel               | Turdus philomelos                     |
| Schleiereule              |          | A213    | Schleiereule              | Tyto alba                             |
| Wiedehopf                 |          | A232    | Wiedehopf                 | Upupa epops                           |